# Sphrageidus
Sphrageidus é um gênero de traça pertencente à família Arctiidae.